# Crisp (supermarkt)
Crisp is een Nederlandse online-supermarkt die uitsluitend aan huis bezorgt.

## Geschiedenis
Crisp is in 2018 opgericht door Tom Peeters, Michiel Roodenburg en Eric Klaassen in Amsterdam en werd in november van dat jaar gelanceerd. Het bedrijf richt zich uitsluitend op lokale producten van boeren, speciaalzaken en voedingsbedrijven. De service was meteen na lancering in het hele land beschikbaar en bezorgt zeven dagen per week. Crisp meldt dat bestellingen die voor 23.00 uur besteld zijn, de volgende dag al in huis zijn.
Er werd tot november 2020 ruim 16 miljoen euro geïnvesteerd in het bedrijf, dat in de twaalf maanden ervoor haar omzet ruim zag verzevenvoudigen. Deze omzetgroei kwam vooral uit bestellingen van bestaande klanten. In dezelfde periode verhuisde het bedrijf naar een nieuw distributiecentrum in Amsterdam. In 2020 ontving het bedrijf een SpinAward voor het beste nieuwe idee en het ontwerp van de app; later volgde de titel New Retail Champions, uitgereikt door de branche-organisatie Vedis.
In 2021 werd het bedrijf onder andere genomineerd voor de prijs Coolest Dutch Brand van het jaar. Op 2 maart 2021 werd bekend dat het bedrijf een nieuwe investering had opgehaald bij een groep internationale investeerders, waaronder Jitse Groen van Just Eat Takeaway, de oprichters van Adyen en de oprichters van Vinted. Met het opgehaalde geld wil het bedrijf het elektrische wagenpark uitbreiden, het assortiment aanscherpen en de hele keten verder optimaliseren en digitaliseren.
Crisp heeft per begin 2021 ruim 500 medewerkers in dienst.